# Mișcarea Politică „Unirea”
Mișcarea Politică „Unirea” este creată de:
1. Partidul Liberal
2. Partidul Național Liberal
3. Partidul Popular Românesc
4. Partidul Democrația Acasă
5. Uniunea Salvați Basarabia[1]